# 卑弥呼の庄

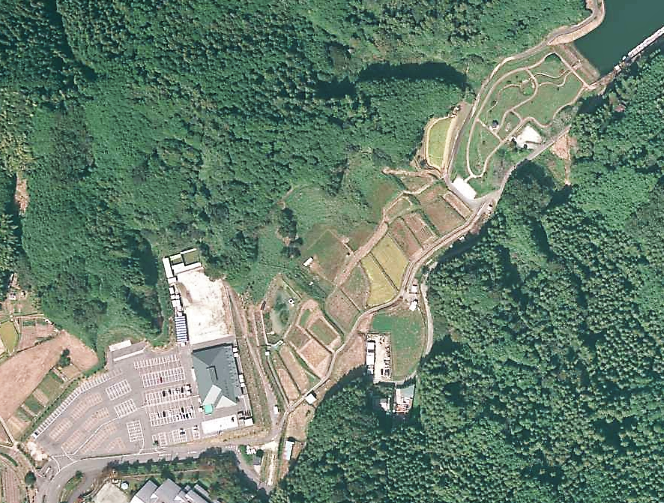
卑弥呼の庄(2011年)。左下がバイキングレストラン、中央が棚田、右上が倉橋ため池。溜池すぐ傍の公園は、卑弥呼の庄とは無関係

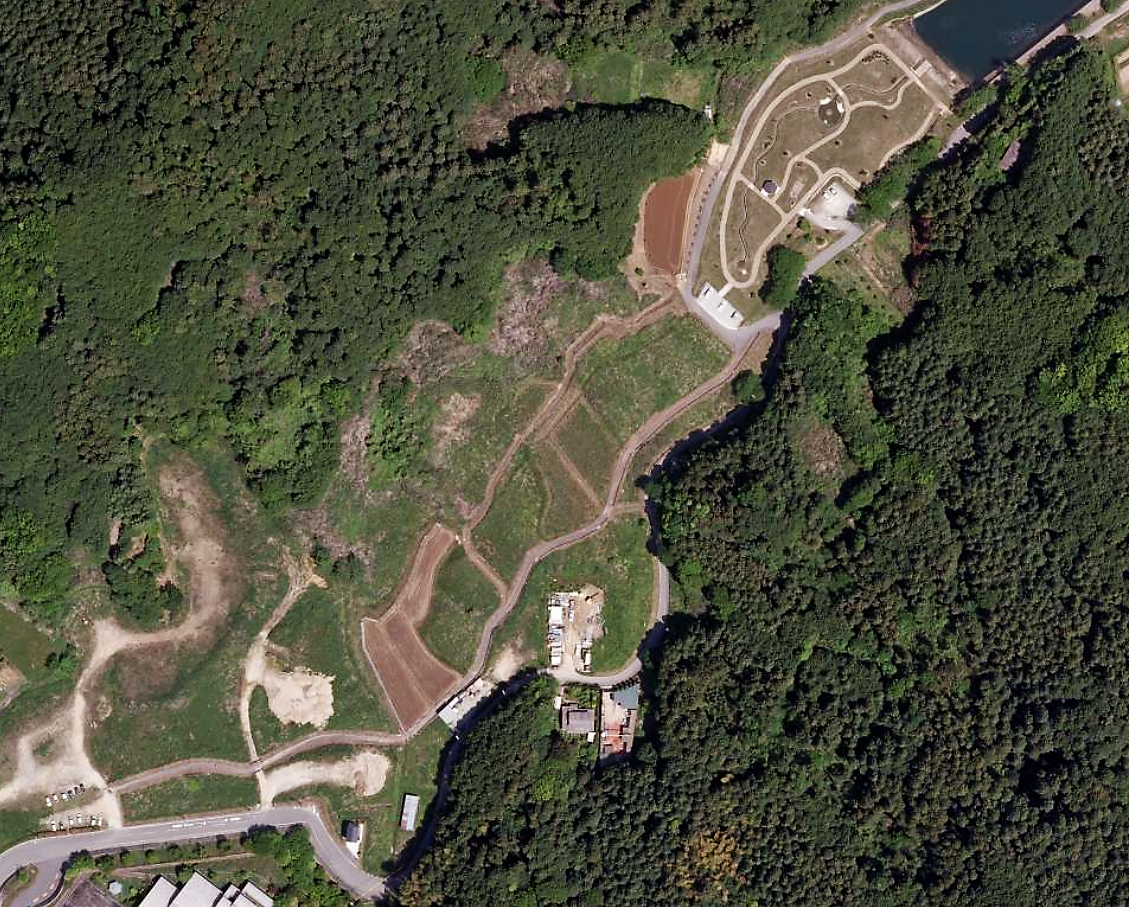
「大和さくらい」に売却される前の敷地。2008年5月撮影

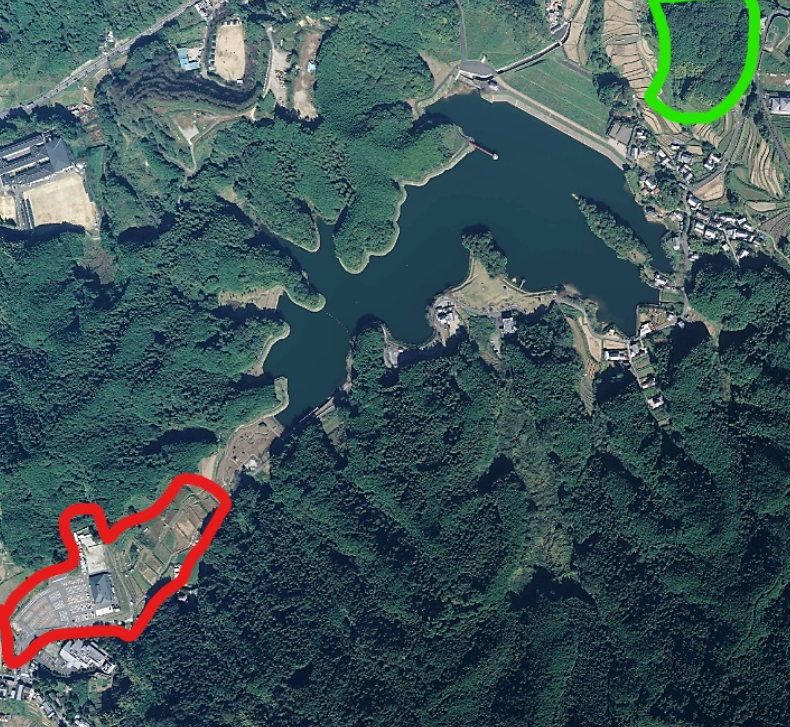
倉橋ため池全景。赤で囲った部分が「卑弥呼の庄」、緑で囲った部分が赤坂天王山古墳。

大和さくらい 卑弥呼の庄（やまとさくらい ひみこのさと）は、かつて奈良県桜井市倉橋にあった農業公園型テーマパーク。2010年（平成22年）3月に農業再生法人「大和さくらい」によって開設されたが、営業不振により僅か7か月後に閉鎖された。同年10月より債権者が設立した株式会社倉橋が運営者となり、くらはし農村公園　卑弥呼の庄（くらはしのうりんこうえん ひみこのさと）として再オープンするも、桜井市との訴訟により2012年（平成24年）5月30日に閉鎖された。桜井市の土地売買を巡るトラブルが問題視され、支払い能力のない事業者と安易な取引を行った市政が批判された。

## 立地
桜井市の倉橋ため池西畔の桜井市所有の面積3万1430平方メートルの遊休地が用地となった。この土地は山に挟まれた農業に不適な土地であったが、1994年（平成6年）に当時の長谷川明市長が大型公園用地として4億円以上を投じて先行取得したものの計画が頓挫し、その後簡易保養施設を誘致しようとしたがこれも失敗に終わり、以後は桜井市土地開発公社が保有する塩漬けの遊休地となっていた。
倉橋ため池の南側には「倉橋ため池ふれあい公園」という市営公園が2005年に既に整備されており、溜池を眺められる浮見堂や親水設備、芝生広場などがある。この「倉橋ため池ふれあい公園」に隣接して、新規にテーマパークを設置した。倉橋溜池を支える倉橋防災ダム近くには、崇峻天皇が葬られているとされる赤坂天王山古墳がある。

## 構想

### 当初の計画
桜井市の目的は、この10年以上塩漬けになっている土地を民間に売却し、地域活性と農業復興に役立つ事業を実施させることであった。桜井市の呼びかけに対して、愛媛県西条市の農業型テーマパークを数多く手掛けるファームの久門渡（ファームの創設者であり当時の社長）が応じ、久門渡が桜井市に現地法人として農業再生法人「大和さくらい」を設立し、久門自身が代表に就任した（ファームの社長は兼任する）。当初は、事業主体が株式会社ファーム、運営主体が「大和さくらい」という形態であり、「大和さくらい」が農業経営改善安定化計画及び農林業等活性化基盤施設設置事業計画を桜井市に提出した。桜井市は経営には関与しない方針であった。
当初の構想では倉橋ため池を臨むおよそ4ヘクタールの土地を取得し、2ヘクタールを棚田として活用し、残りの土地にレストランを中心に、農産物を直売する市場や、和菓子などを製造する食品製造施設、大規模駐車場を設ける予定であった。後ほど、農産物加工のために、建物を追加で建設する計画もあった。周辺農家とは古代米や雑穀などの栽培契約で作付け補償を行い、新しい付加価値農業を展開していくプランで、2ヘクタールの棚田では古代米の栽培を行い、3年目で30ヘクタール、5年目で50ヘクタールまで拡大し、周辺農家の協力で全国に販売を拡大する計画だった。これらの事業は、特定農山村法に基づく奈良県の許認可事業であり、地区の農業振興や遊休農地の有効活用、観光の振興、雇用の創出が期待された。来場者は年間70万人を想定した（資料によっては50万人とも）。桜井市は「大和さくらい」へ、取得金額の半値以下の2億円で土地を売却する契約を結んだ。

### ファームの離脱
資金として「大和さくらい」は6億円を金融機関から借り入れる予定だったが、予定した借り入れは出来なかった。2009年8月、久門はファームの社長を解任される。それに合わせてファームは本計画からの離脱を図り土地売買の連帯保証からの脱退を迫るが、当時の谷奥昭弘市長はそれをあっさり認めてしまう。これによって、本事業は「大和さくらい」による単独事業となってしまうが、市は特に対策を講じず、その後の推移を見守ることになった。

## 設備
施主は「大和さくらい」、設計はキタイ設計（滋賀県安土町）、施工は西上建設（堺市）、土地の造成は御所興産（御所市）が担当し、農林業等活性化基盤施設として2009年11月に着工された。中心となるレストランは、木造平屋約1100平方メートル（室内500席、テラス300席）の大規模なもので、バイキングレストラン「山の辺」と命名された。このレストランでは、古代米や大和野菜を使った料理を振舞うとされていた。古代のチーズ「蘇」（そ）の実演販売や、売店、体験型ブース（万華鏡教室やバター作りなど）があった。魚介類は、三重県熊野市から直送した。うさぎ・やぎ・ひつじ・仔牛が飼育されるふれあいコーナーも設けられた他、「卑弥呼トレイン」と呼ばれるミニ電車や、アーチェリー場、スワンボートなどもあった。入園は無料であり、施設内の販売収入で賄うモデルであったが、週末には園内で使用できる金券と引き換えに駐車料金を課金する時期もあった。バイキングレストランのテラス席からは、園内の棚田（計画の2ヘクタールから縮小され約1.3ヘクタール）を見下ろすことができた。

## オープン後
2010年3月20日にオープン。しかし予想された来場者数より実績数が大幅に下回る事態となり資金計画が頓挫した。1日平均の来場者は1700人を予定していたが、来場者は予想の1/3以下の500人程度に留まった。レストランは、古代米や大和野菜を使った料理を振舞うとされていたが、実際は洋食中心のメニューであった。業績低迷を受けてレストランは地元の食材をつかった田舎料理も取り扱うように改善を行った。また花火大会や地元出身演歌歌手の西本真詞を招聘してのイベントを開催した。また夏場は営業時間を延長して20時30分までの営業とした。またバスツアー会社に営業を行い、バスツアーに施設を組み込んでもらい、昼食を兼ねた休憩場所として施設を利用してもらうよう働きかけた。時には北海道フェアを開催するなど、設立趣旨と乖離した運営を行った。

## 土地代金滞納
桜井市と「大和さくらい」の土地の売買契約は、土地購入代金2億円を数年かけて5分割で支払う異常な契約であった。ところが「大和さくらい」は、開園前の2009年10月の第1回目の支払1000万円から支払いができなかった。開園後の第2回目の支払いも出来ず、市は「大和さくらい」へ支払いの督促を通算4度行った。「大和さくらい」の久門は、市の督促に対して「最近は団体客も増え、経営も安定している。代金は2010年中には払わなくてはいけないが、時期については市と相談したい」と話したが、経営不振の根本的な改善はなく、開園後の僅か7か月後の2010年10月に事実上施設は閉鎖された。「大和さくらい」は結局桜井市へ土地の購入代金を一度も支払わず全額滞納された。土地の登記も桜井市のままで変更されておらず建物も未登記で固定資産税さえ課税できない状態であった。久門は入院したとされ連絡が取れなくなり、やがて「大和さくらい」にも電話が繋がらなくなった。2010年11月25日、桜井市は「大和さくらい」との土地売買の契約を解除した。

## 民間への代金滞納
「卑弥呼の庄」を開設するにあたり、「大和さくらい」は市の所有地だけでなく周辺の地権者からも土地を購入したが、その地代も適切に支払われることは無かった。また建物などの施工業者への造成・建設費用も同様であり、施工した西上建設を筆頭に、総額4億2000万円が不払いとなり、この騒動の最大の被害者となった。西上建設は施工費の未払いを理由に、レストランなどの建物の所有権を占有した。

## 再オープン
「卑弥呼の庄」は、「くらはし農村公園　卑弥呼の庄」に改名して2010年10月16日に再オープンした。「大和さくらい」の実質的な債権者でもある西上建設と御所興産（御所市）は、同年10月に新しい運営会社として「株式会社倉橋」設立し、残された施設で営業を行った。駐車場を無料化に戻すとともに、レストランは価格帯を下げて「農村バイキング料理」を中心に取り扱うようにした。敷地内の棚田での古代米の刈り取り体験などは、そのまま継続されたが、経営の主体は広い駐車場とレストランを生かした団体ツアー向けの休憩所的な運営であった。また、地権者である桜井市の了解を得た営業ではなく、債権者としての独断の営業であったため、市有地で民間業者が無許可で営利施設の運営を行う形となり議会でも問題視された。桜井市は施設の明け渡しを求め、「大和さくらい」とともに「株式会社倉橋」を訴えて、土地の返還を求める裁判を起こした。

## 裁判
2011年（平成23年）4月8日、桜井市は敷地の明け渡しと土地の使用料を求めて訴訟を奈良地方裁判所へ起こした。この訴訟では、2011年以降に同施設を運営していた「株式会社倉橋」（後述）も被告となった。5月16日に第1回口頭弁論が開かれ、両被告側は訴えの棄却を求める答弁書を提出し、争う姿勢を示した。
2012年12月10日に市側が勝訴し、「大和さくらい」に土地の原状復帰と引き渡し、および土地使用代金の支払いが命じられた。「大和さくらい」側は控訴しなかったものの、判決命令に応じようとしなかったため、桜井市は「債権者による破産申し立て」を裁判所に行い、強制的な資産整理に着手した。2015年（平成27年）9月7日、奈良地裁は「大和さくらい」の破産手続開始を決定し、同社は2016年（平成28年）4月に破産（奈良地裁 平成27年（フ）第226号）、5月2日に法人格が消滅した。負債総額は数億円とされた。
「くらはし農村公園　卑弥呼の庄」は、桜井市の土地明け渡し訴訟での判決により、2012年5月30日に閉鎖に至った。建設して4年にも満たない敷地内の建物も、取り壊されることが決定した。

## 市政への批判

### 不透明な経緯
「卑弥呼の庄」を巡る土地売買トラブルは、当時の桜井市議会の懸案事項となった。「大和さくらい」へ土地を売却する際には議員から反対の声があったにもかかわらず、谷奥昭弘市長がオープン直前の2009年12月に市長権限で株式会社ファームを連帯保証人から外したという経緯があり、市みずからがファームに支払いを求める道を閉ざしていた。そのファームも、経営状態が悪く事実上連帯保証人としての効力は疑問視されていた。市への支払いも2億円を5回に分割して納付するという異常な契約で、議会や新聞では谷奥市長の責任を問う声が上がった。「大和さくらい」は、この土地売買代金の2億円とは別に桜井市に対して1億8000万円の寄附を分割で行うという申し出をしていたが、こちらも実際には市に寄付されることはなかった。この寄付金の1億8000万円は、土地の購入価格の補填金とされ、合計の3億8000万円が市の希望売却価格であった。しかしその価格では本社のファームの決済が下りないため2億円の購入代金と1億8000万円の寄付という形に分割された。寄付とは本来任意のものであり、なぜそのような不明瞭な形で契約したのか、議会では契約に携わった関係者の責任が問う声もあった。奈良日日新聞は、市が業者側の常軌を逸脱した要求を鵜呑みにしたことが問題であるとして、谷奥桜井市政を批判した。
市は周辺地の地権者の説得にも関与しており、「大和さくらい」との土地売買契約に応じるように市職員を派遣して地権者に売却を促してきた経緯もあった。結果的に市は周辺地権者を無用のトラブルに巻き込むこととなった。塩漬けの土地に民間を巻き込んだ新たな負債を加えてしまった谷奥市長は、2011年11月の市長選挙で元奈良県議の松井正剛に2倍以上得票数差で惨敗し、1期のみで市政から去った。

### 天下り
「卑弥呼の庄」の誘致を担当した桜井市産業経済部長が退職後の2010年4月に「大和さくらい」に天下りして役員に就任したことも問題視された。谷奥昭弘市長は「市の訴訟相手への役員就任は、誤解を招き、好ましくない」として不快感を表明し、市職員の再就職先について、規定の策定等を検討指示を出した。この元市職員は、「卑弥呼の庄」の事業内容を審査する農業委員にも就任していた。

## 閉鎖後
松井市長に代わった後も土地の再利用および売却はなかなか進まなかった。その原因の1つとして、「大和さくらい」は市の土地の他に周囲の地主から買い上げたまま地代を支払っていない土地が虫食い状に存在し、その土地を不当占拠した状態で「卑弥呼の庄」が営業されていたことが挙げられる。市は予算を組んで「大和さくらい」に代わり周囲の地主に地代500万円以上を支払って用地取得し、土地の所有権の一体化を図った。
2016年10月から11月にかけて、市は駐車場や建物がある部分の2万2188平方メートルを公募型プロポーザル方式で競売を行った。2社から応募があり、2016年12月に社会福祉法人「太陽の村」が売却先として選定された。売却額は8857万1720円であり（土地が7703万3000円、建物が312万8280円）、この土地で任意の事業を最低10年間継続することが売却条件となり、その間は土地の転売も不可とされた。当時まだ巨大なレストラン棟などの建物が残されていたが、「太陽の村」はそれらを撤去して、老人福祉施設「グランビレッジ倉橋」を建設した。溜池に近い側の棚田の部分（1万2908平方メートル）は、特定農山村法が影響する農振農用地という扱いだったことから競売にかけることが出来ず、桜井市の所有地として残ることになった。この部分は、オートキャンプ場やバーベキューができるような施設の設置が検討されたが、特定農山村法による制約が障害となり、2019年現在も転用用途の目途が立たず、荒地となっている。
結局、この土地は平成6年に市が4億円以上を投じて入手したものの16年間も塩漬けの遊休地としたあげくに「卑弥呼の庄」を杜撰な計画で誘致・許可し、工事を行った民間企業に数億円の負債を背負わせ、土地も僅か7000万円程度という購入価格の1/6の値段で手放すことになった。

## 交通
- 近鉄桜井駅よりコミュニティバス多武峯線談山神社行きバスで「倉橋池口」下車　徒歩3分
- 駐車場: 普通車400台・大型バス50台

## 周辺
- 赤坂天王山古墳
- 龍蓋寺
- 石舞台古墳
- 談山神社
- 安倍文殊院
- 聖林寺

## 特記事項
- 熊本県阿蘇郡産山村にも1970-80年代に「卑弥呼の里」という105万平方米もの面積の大型リゾート施設の建設が始まったが、完成しないまま破綻した。1981年に南こうせつを招いてサマーピクニックを開催し8000人が集まった。廃墟となった「産山リゾートホテル」が現地に残されている。桜井市の卑弥呼の庄とは無関係である。